# Доісторичні місця та декоровані печери долини Везер
Доісторичні місця та декоровані печери долини Везер є об'єктом Світової спадщини ЮНЕСКО у Франції з 1979 року. Зокрема, у ньому перелічено 15 доісторичних об'єктів у долині Везер у департаменті Дордонь, переважно в Ле-Езі-де-Таяк-Сірей та навколо нього, який називають «столицею доісторії». Ця долина надзвичайно багата на доісторичні місця, з більш ніж 150 відомими місцями, включаючи 25 прикрашених печер, і відіграла важливу роль у вивченні епохи палеоліту та її мистецтва. Три з місць є тезками для доісторичних періодів; мікокенський (названий на честь Ла Мікока), мустьєрський (на честь Ле Мустьє) і мадленський (на честь Абрі де ла Мадлен). Крім того, кроманьйонський скельний притулок дав назву кроманьйонцям, узагальнюючій назві європейських ранньомодерних людей. Багато з місць були виявлені або вперше визнані значущими та науково дослідженими археологами Анрі Брейлем і Дені Пейроні на початку двадцятого століття, тоді як Ласко, яка має найбільш винятковий наскельний малюнок, була відкрита в 1940 році.
Декоровані печери в регіоні сприяли припиненню дискусії про природу доісторичного мистецтва, яке багато хто досі вважало сучасними підробками. Відкриття наприкінці 19 століття печери Шабо (1879), печери Альтаміра (1880) і Пар-нон-Пер (1881) широко обговорювалися, але жодних певних доказів їх давнього походження не було загальновизнано. Печера La Mouthe була першою печерою в регіоні Vézère, де були виявлені прикраси, але лише після подвійних відкриттів у Фон-де-Гом та Комбарель у 1901 році дискусія була остаточно вирішена.
Важливість регіону як центру палеолітичної діяльності та мистецтва пояснюється в «Енциклопедії доісторичного та стародавнього мистецтва Ларусса»:
З причин, які не зовсім зрозумілі, але, швидше за все, пов’язані з унікальною кількістю дичини, багатство льодовикового періоду в деяких долинах південно-західної Франції не має собі рівних в інших місцях, і ці люди були найкращими митцями. Зокрема, місця заселення короткої ділянки долини Везер у департаменті Дордонь виявили серію накладених культурних шарів, іноді загальною товщиною багато футів, що дозволило встановити послідовність типів культури.
Потім у тій же книзі перелічено 7 шедеврів доісторичного мистецтва, включаючи Ласко, Комбарелі та Фон де Гом.
Дванадцять із 15 перелічених місць відкриті для обмеженої кількості відвідувачів на день (у більшості випадків менше ніж 100 на день). Два сайти (La Mouthe і La Madeleine) повністю недоступні для громадськості. У випадку Ласко оригінальна печера закрита, але великі 3D-репродукції, побудовані поблизу, легко доступні.

## Пам'ятки, включені до списку ЮНЕСКО

### Прикрашені печери

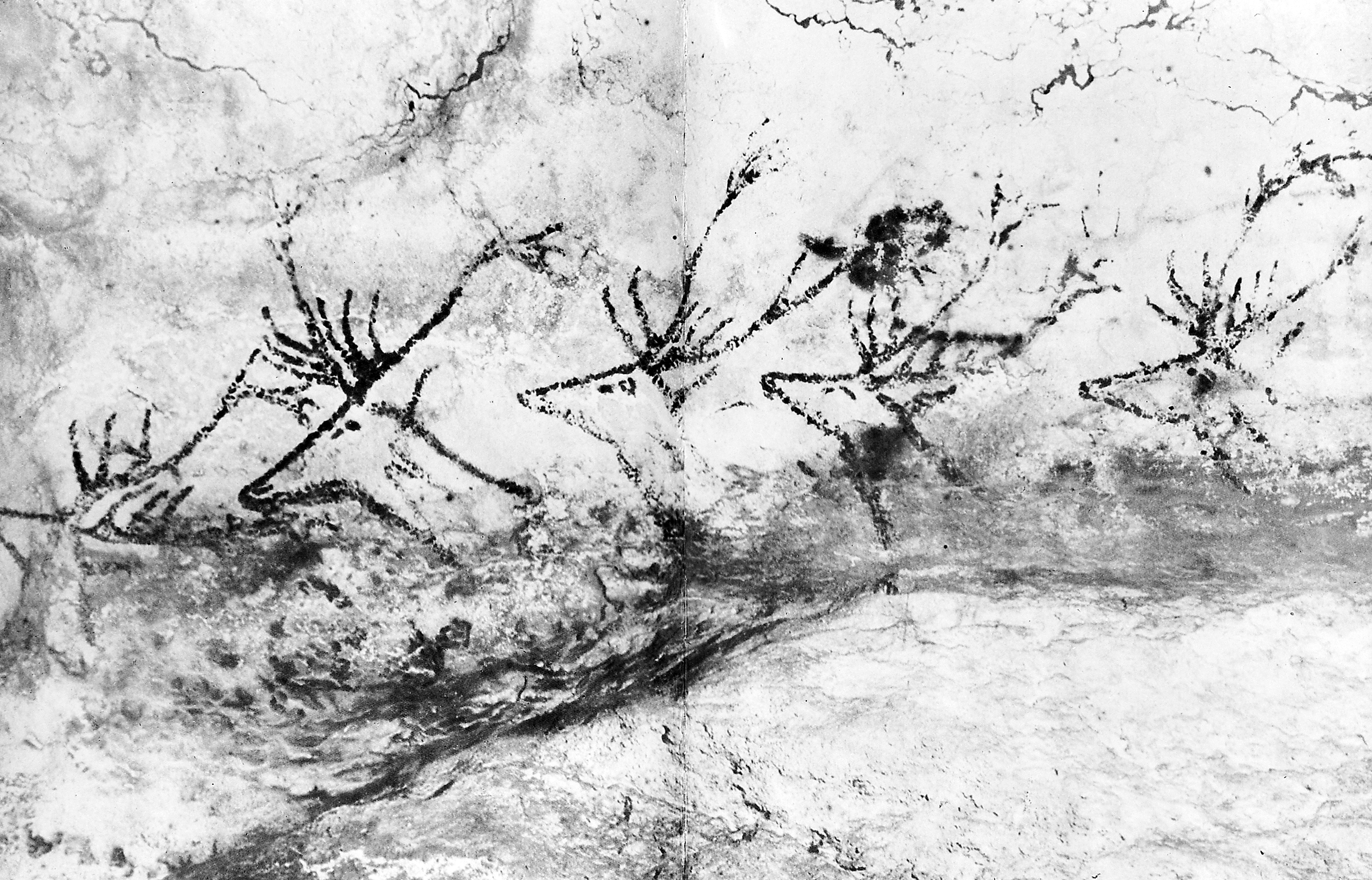
«Олень, що плаває» з Ласко

- Abri du Poisson, невелика печера в Gorge d'Enfer, невеликій бічній долині Везере в Ле-Езі; її виявили в 1892 році, але гравюру риби завдовжки понад 1 метр, яка дає їй назву, знайшли лише в 1912 році. Це одне з найдавніших відомих зображень риби у світі, яке датується середнім ґраветтом, приблизно 25 000 років тому. Вона межує з кількома іншими печерами та притулками.[5]
- Фон-де-Гом, у Ле-Езі, виявлена в 1901 році: у цьому регіоні вперше були виявлені доісторичні малюнки. Малюнки тварин (в основному бізонів і коней, загалом понад 200) датуються мадленським періодом віком близько 17 000 років. Фон-де-Гом — єдина печера з поліхромними доісторичними малюнками, яка все ще відкрита для відвідування.[4]
- La Mouthe, у Ле-Езі, був відкритий у 1894 році. Він містить гравюри та картини. Тут також знайдено прикрашений світильник, людський зуб і хребет. Він не відкритий для відвідування.[6]
- Комбарель, у Ле-Езі, довгій (300 м (980 футів)), але вузькій (1 м (3 фути 3 дюйми)) печері з більш ніж 600 доісторичними гравюрами та монохромними картинами. У той час як вхід і велика гілка з правого боку вже були відомі та розкопані, головну гілку було виявлено лише в 1901 році, за кілька днів до Фон-де-Гома неподалік. Він був заселений між 13 000 і 11 000 років тому.[7]
- Ласко, в Монтіньяк, було відкрито в 1940 році. Вона наповнений приблизно 600 поліхромними картинами приблизно 17 000 років тому. Його відкрили для публіки в 1948 році, але знову закрили в 1963 році, коли з'ясувалося, що картини пошкоджені грибком і лишайником, викликаним змінами в атмосфері, спричиненими тисячами відвідувачів. Точні репродукції можна відвідати з 1983 року (Ласко II, що охоплює дві головні камери), а в 2016 році було відкрито Ласко IV, де представлені майже всі картини.[8]
- Печера Руффіньяк, у Руффіньяку, є частиною найдовшої системи печер у регіоні. Вона містить кілька сотень гравюр і монохромних картин, в основному із зображенням мамонтів: більшість із них розташовані близько за 2 km (1.2 mi) від входу в печеру. Від входу до місця відвідувачів доставляє електричка. Легкий доступ до печери призвів до того, що вона стала відомою набагато раніше, ніж інші печери в цьому місці спадщини; перша згадка про мистецтво датується 1575 роком, а вже в 19 столітті печера була туристичною визначною пам'яткою. Відстань між входом і основними групами наскельного мистецтва спричинила їх пізнє відкриття лише в 1956 році. Було знайдено дуже мало останків, крім творів мистецтва, що ускладнює їх датування; але вважається, що їм близько 13 000 років.[9]
- Roc de Saint-Cirq (зазвичай відома як «Grotte du Sorcier») у Ле-Езі була відкрита в 1952 році. Вона містить гравюри та барельєфи, включно із зображенням людини, яку називають «чаклуном» (le sorcier).[10]

### Інші печери
- Le Grand Roc — це печера в Ле-Езі поблизу Laugerie-Basse. Вона була відкрита в 1924 році та відкрита для публіки у 1926 році. Це єдиний вхід у цей об’єкт спадщини без доісторичних елементів.[11]

### Скельні укриття

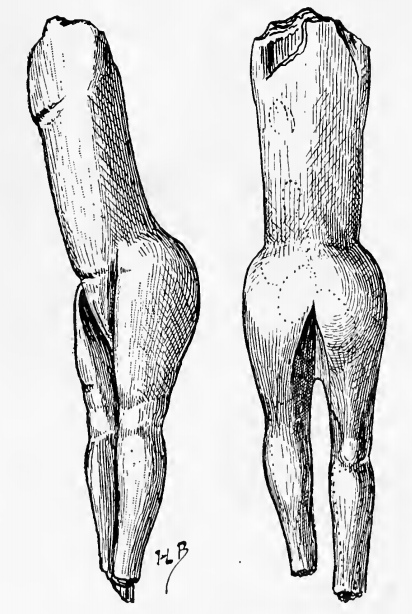
Venus impudique (малюнок 1907 року), знайдений у 1864 році в Логері-Бассе

- Кро-Маньйон скельне укриття, у Ле-Езі. Знахідки датуються Оріньяцькою культурою. Місце було відкрито в 1868 році: знайдено останки 5 людей (4 дорослих і дитина), датовані приблизно 28 000 років тому. Розглянутий як відмінний від нещодавно відкритого неандертальця і як попередник сучасної людини, термін «кроманьйонець» незабаром використовувався для позначення всіх доісторичних сучасних людей в Європі.[12]
- Мікок, у Ле-Езі. Це дало назву Micoquien, а також було першим місцем, де тейяк було визнано окремою галуззю. Це місце археологічних розкопок було виявлено в 1895 році, і з того часу було місцем багатьох розкопок. Мікок є місцем деяких з найдавніших слідів наявності людини в регіоні, що датуються приблизно 450 000 років тому. Різні шари, разом висотою близько 10 метрів, свідчать про періодичне проживання тут протягом приблизно 300 000 років.[13]
- Лаужері-Басі, 15-метровий притулок у Ле-Езі. У ньому є деякі твори мистецтва з Мадалинського періоду, і він був заселений бл. 14 000 років тому. Перші розкопки тут почалися в 1863 році, але більш науковий підхід був використаний лише з 1912 року. Відтоді він був повністю розкопаний, а сусідній сучасний Абрі де Марсель (приблизно 40 метрів від нього) все ще містить оригінальний матеріал. У 1864 році Поль Юро, 8-й маркіз де Вібрей знайшов тут Vénus impudique, першу з багатьох знахідок палеолітичної статуетки Венери.[3][14][15]
- Laugerie-Haute, в Ле-Езі, неподалік від Laugerie Basse. Цей 200-метровий притулок був заселений приблизно 24 000 років тому до 15 000 років тому, і вперше був розкопаний у 1863 році. Він простягається від скелі до річки, це одне з найбільших місць у регіоні.[16]
- Скельний притулок Кап Блан в Марке; відкритий у 1908 році, цей 15-метровий притулок має 13-метровий завдовжки, 2 метри заввишки та глибиною до 30 см рельєфний фриз із зображенням тварин, у тому числі 10 коней і кількох бізонів. Спочатку він був пофарбований червоною охрою та, імовірно, іншими кольорами, але через помилки розкопок він майже повністю не забарвлений. На підлозі в 1911 році було виявлено єдиний людський скелет так званої дівчини з Магдалини.[17]
- Ле Мустьє — це група з двох скель у Пезак-ле-Мустьє. Розкопки розпочалися в 1863 році. Тут знайдено багато інструментів, які вплинули на визначення мустьєрського періоду, який тривав бл. 160 000 років тому до бл. 40 000 років тому. У 1908 році тут також був знайдений череп неандертальця: йому, як вважають, близько 45 000 років.[18]
- Абрі-де-ла-Мадлен, у Тюрсаку, було типовим місцем для мадаленського періоду, що варіюється від приблизно 17 000 до приблизно 12 000 років тому. Вперше виявлений у 1863 році та приблизно розкопаний у наступні роки, він був знову досліджений у 1921—1922 роках, цього разу більш науково, Деннісом Пейроні. На цьому місці було знайдено поховану дитину віком близько трьох років, яка датується приблизно 10 000 років тому, з мантією, прикрашеною більш ніж 1000 маленькими мушлями, під назвою Enfant de la Madeleine. Тут також було знайдено кілька скульптурних списокидалок із кісток північного оленя, у тому числі бізон лиже укус комахи. Великі руїни середньовічного троглодита залишилися на тому ж місці, але вище над річкою.[19]

## Історія археологічних досліджень краю

### 1860-ті роки: перші наукові дослідження
Місця охоплюють період майже 400 000 років проживання людини, починаючи з Ла Мікок (заселений приблизно з 400 000 років тому до 100 000 років тому) і закінчуючи приблизно 8 000 років тому. Розкопки в області Дордонь почалися в 1810 році, але тільки в 1863 році були проведені перші наукові дослідження палеонтолога Едуарда Лартета разом з англійцем Генрі Крісті ; протягом п'яти місяців вони відвідали численні місця в Ле-Езі, включаючи Грот Рішар, деякі притулки в ущелині д'Енфер, Логері-Бас, Логері-От, Ла-Мадлен і Ле-Мустьє. У 1872 році останні два стали однойменними місцями для мадаленської та мікокінської культур, так званих Габріелем де Мортійє. Раніше Лартет вже розкопував печеру Оріньяк, яка дала назву Оріньяк, і опублікував свої знахідки кількох найдавніших прикрашених предметів верхнього палеоліту.
У 1864 році вони знайшли в Ла-Мадлен гравюру на слоновій кістці із зображенням мамонта: це було перше остаточне свідчення того, що мешканці цих кам’яних притулків жили в той самий час, що й деякі давно вимерлі тварини.
У 1868 році були виявлені людські останки кроманьйонців, а в 1872 році в Лаугері-Бассе був знайдений доісторичний скелет. Перша декорована печера в регіоні була знайдена в 1896 році в Ла-Муті: це була четверта декорована печера, знайдена в Європі, приблизно через 20 років після відкриття трьох інших.

### Поворот століття; перші прикрашені печери

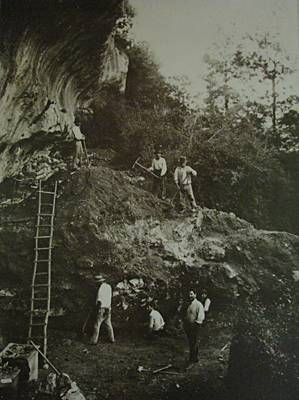
Розкопки на Абрі-дю-Кап-Блан у 1911 році

На початку 20-го століття розкопки в долині Везере множаться, що має два головних наслідки: нарешті встановлено автентичність наскельного мистецтва та розроблено повну хронологію технологічних культур у доісторичній Західній Європі. У 1895 році печера з прикрасами з палеоліту вперше була визнана такою у Франції, коли печера Ла-Мут досліджується археологом Емілем Рів'єром. Гравюри знайдені приблизно за 90 метрів від входу в печеру. Рів'єр продовжує розкопки тут протягом п'яти років, знаходячи багато артефактів, включаючи лампу із зображенням козла. Його висновок про те, що деякі гравюри були вкриті сталагмітами, що свідчить про їхній великий вік, був одним із головних аргументів для остаточного визнання реальності доісторичного наскельного мистецтва. він також зробив перші фотографії такого мистецтва.
Найважливішими для наскельного мистецтва були відкриття в 1901 році гравюри Комбарелла Анрі Брейля, Дені Пейроні та Луї Капітана, а також перший погляд на поліхромні картини у Фон де Гоме, вісім днів потому, Пейроні. У 1902 році Еміль Картайяк, головний критик уявлення про те, що палеолітичні люди були здатні створити таке мистецтво, побачивши повідомлення про дві печери та Ла-Мут, переконався, що віруючі весь час були праві. Він написав для журналу «L'Anthropologie» статтю «Les cavernes ornées de dessins. La grotte d'Altamira, Espagne. Mea culpa d'un sceptique».
Брей і Пейроні також відстають від більшості інших великих знахідок у наступні кілька років, включаючи Берніфаль у 1902 році, абрі-дю-Кап-Блан у 1909 році та Лоссель у 1911 році. У той самий період основні місця, що дозволяють розробити стратиграфічну послідовність також знайдено періоди та культури, в тому числі в 1909 році Ла-Феррассі з великою кількістю неандертальських поховань і місце Лаугері Бассе. Пейроні, вчитель із Ле-Езі, став інспектором археологічних пам’яток у 1910 році та заснував музей Ле-Езі (пізніше Національний музей доісторичної історії) у 1913 році. Останньою великою знахідкою на сьогодні є відкриття Ласко в 1940 році.

## Інші доісторичні місця в регіоні

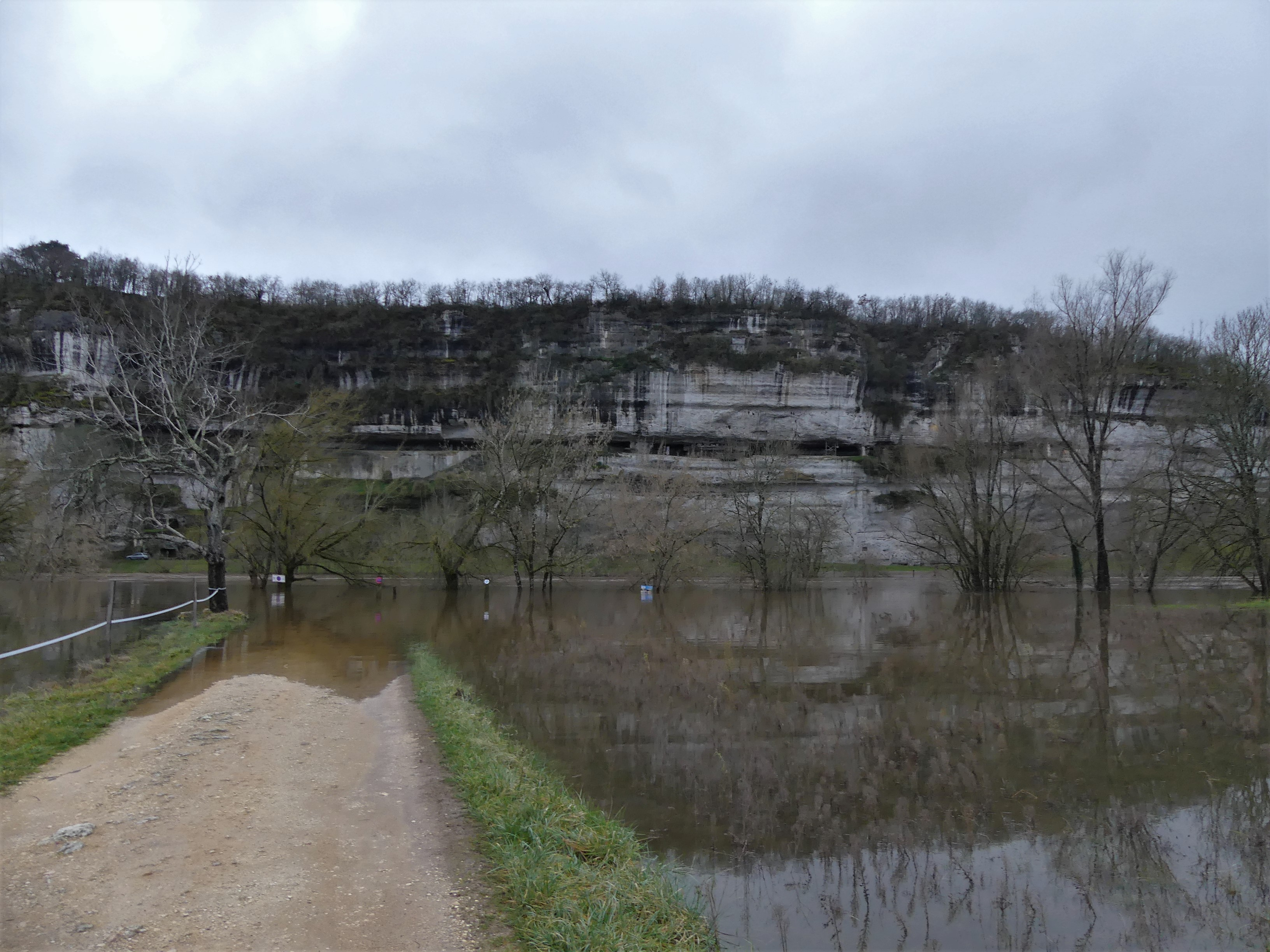
Скеля Сен-Крістоф, доісторичний і середньовічний скельний притулок у Пейзак-ле-Мустьє, з річкою Везер на передньому плані

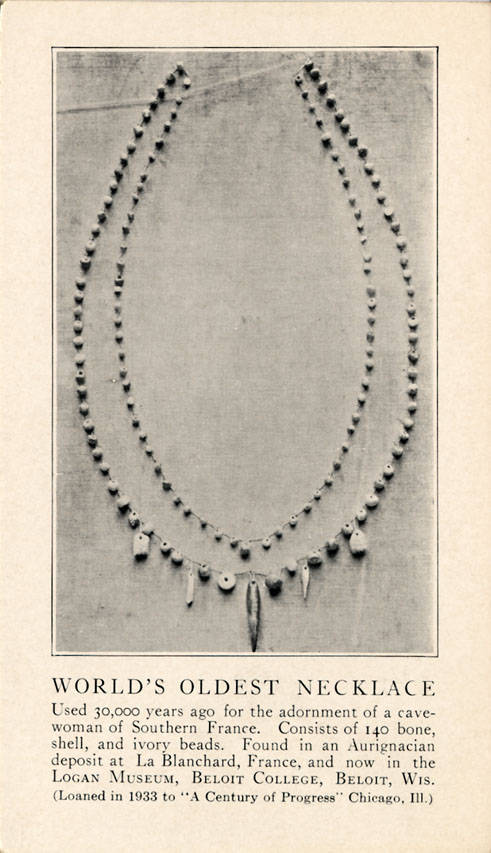
Реконструкція намиста, знайденого в Кастель-Мерле

### Campagne
- Печера Музарді, відкрита в 1978 році: містить палеолітичні гравюри.[24]
- Roc de Marsal, вперше розкопана в 1953 році: місце поховання неандертальської дитини, відкрите у 1961 році.[25]

### Le Bugue
- Печера Бара-Бахау, відкрита в 1951 році; вона містить близько 18 гравюр, включаючи переважно тварин, а також руку та фалос: вона відкрита для публіки.[26]

### Les Eyzies de Tayac
- Абрі Пато, місце доісторичних жител у Ле-Езі; важливий для чітких стратиграфічних шарів, які використовувалися для радіовуглецевого датування, слугує опорним місцем для хронології. Тут також знайдено різноманітні гравюри та жіночий барельєф. Відкрите для публіки.[27]
- Замок Коммарк, середньовічні руїни в Ле-Езі, має під замком печеру, виявлену в 1915 році, з 150 доісторичними зображеннями тварин, у тому числі рельєфною головою коня.[28][29]

### Marquay
- Абрі де Лоссель, де в 1911 році була знайдена Венера Лоссельська.[30]

### Мейралс
- Печера Берніфаль, з картинами та гравюрами.[29]

### Монтіньяк
- La Balutie[31]
- Ле Регурду, неандертальське поховання поблизу Ласко, відкрите в 1957 році[32]

### Пейзак-ле-Мустьє
- Рок Сен-Крістоф, дуже великий скельний притулок (1 км завдовжки, 60 м заввишки) були заселені вже близько 50 000 років тому.[33]

### Савіньяк-де-Мірмон
- Ла-Феррасі, неандертальське поховання[34]

### Sergeac
- Кастель Мерль, серія з 12 скельних укриттів (по 6 з кожного боку невеликої долини); знахідки включають деякі намиста та барельєф із кількома тваринами. Місце відкрите для публіки та має невеликий музей.[35]

## Доісторичні музеї та центри для відвідувачів

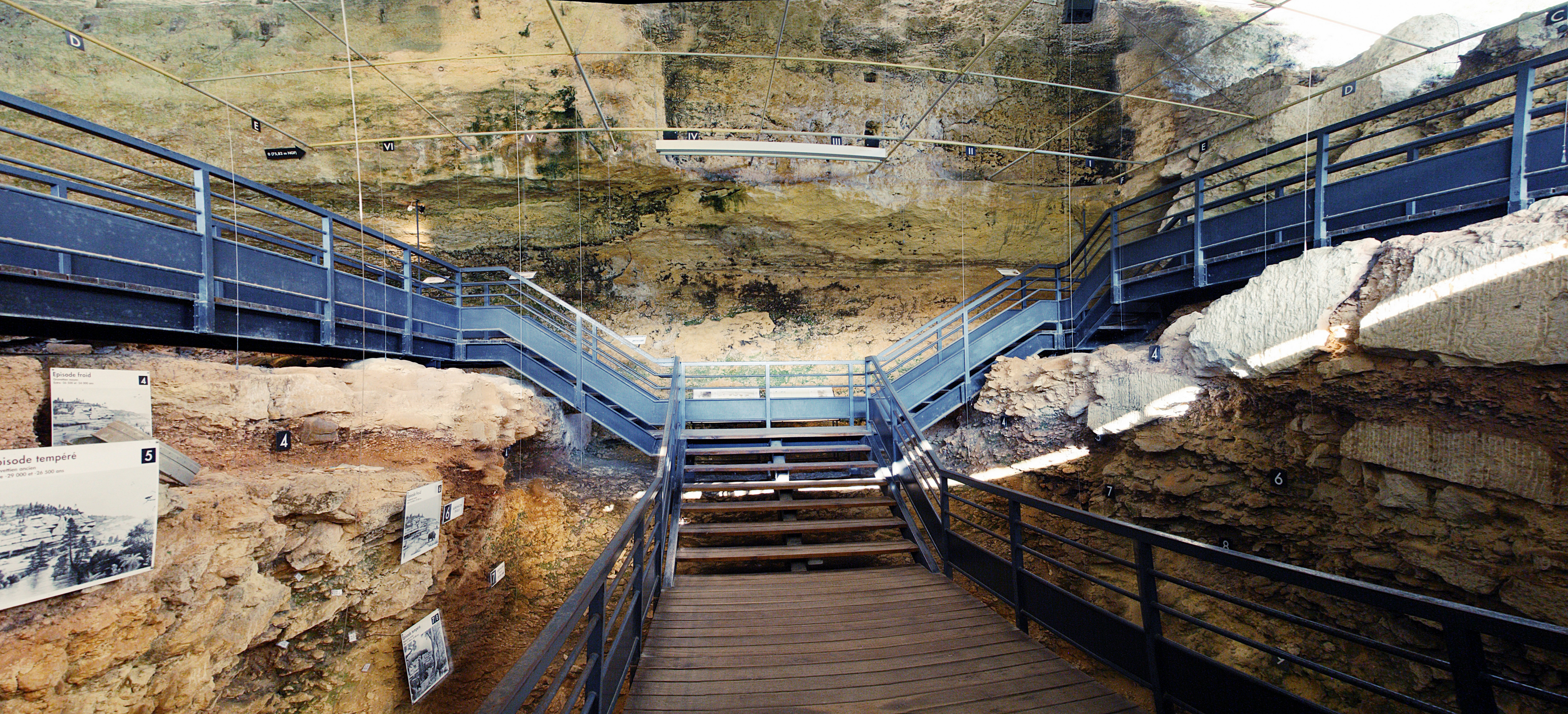
Абрі Пато, у Ле-Езі, показує накопичення шарів протягом років

У деяких із зазначених вище місць є невеликі музеї або виставки, що демонструють деякі археологічні знахідки, зроблені там, наприклад, у Кастель-Мерле. У регіоні також є три головні центри для відвідувачів: Національний музей доісторичної історії (у та навколо Шато де Тайяк) і Міжнародний полюс доісторичної історії в Ле-Езі, і Ласко IV в Монтіньяку.

## Подальше читання
- Cleyet-Merle, Jean-Jacques (2016). Les abris du Poisson et du Cap-Blanc (фр.). Editions du Patrimoine Centre des monuments nationaux. ISBN 9782757705087.